# شواس

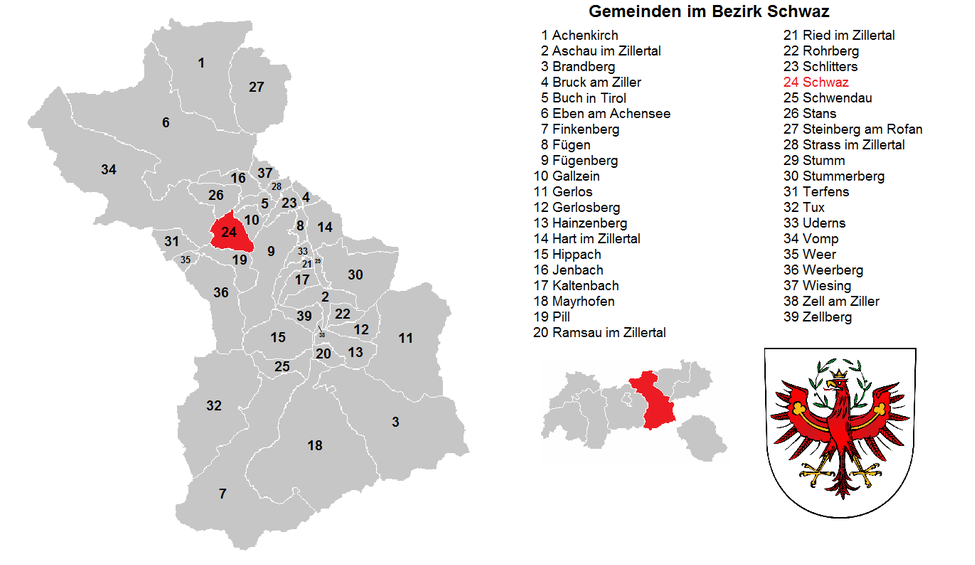
شواس.

شواس (به آلمانی: Schwaz District) یک ناحیه در اتریش است که در ایالت تیرول واقع شده‌است. شواس ۷۹٬۵۱۱ نفر جمعیت دارد.